# Leptotarsus (Longurio) melanopterus
Leptotarsus (Longurio) melanopterus is een tweevleugelige uit de familie langpootmuggen (Tipulidae). De soort komt voor in het Afrotropisch gebied.